# فلاوی-له مارتل
فلاوی-له مارتل (به فرانسوی: Flavy-le-Martel) یک کمون (فرانسه) در فرانسه است که در ان (ا-دو-فرانس) واقع شده‌است. فلاوی-له مارتل ۱۲٫۸۳ کیلومتر مربع مساحت دارد ۶۹ متر بالاتر از سطح دریا واقع شده‌است.